# Touchstone Pictures
Touchstone Pictures é um extinto selo de produção de filmes americanos da The Walt Disney Company, surgida no ano de 1984. Foi criada especialmente com o objetivo de fazer filmes com assuntos mais maduros para o público jovem-adulto, já que a Walt Disney Pictures serviria apenas para o público infanto-juvenil. Seu primeiro filme para adultos foi Splash, uma Sereia em Minha Vida (1984), estreando a então nova divisão.

## Produções
Algumas de suas produções são feitas com o intuito ainda ligados a fantasia, mesmo sendo em teor adulto; um claro exemplo disso é o seu filme estreante Splash, uma Sereia em Minha Vida (1984). Também podemos dizer que até os dias atuais algum de seus filmes são assim. 
A Touchstone Pictures também produziu filmes com teor mais sério como os filmes de drama A Cor do Dinheiro e Sociedade dos Poetas Mortos, os filmes de ação Atirando Para Matar e Apache: Os Helicópteros Invencíveis, como também produziu comédias românticas como Uma Linda Mulher, filmes de ficção científica como o O Homem Bicentenário, filmes de comédia como Três Solteirões e Um Bebê e filmes de época como o O 13º Guerreiro.
A trilogia cinematográfica Pirates of the Caribbean (série de filmes) foi um dos maiores sucessos mundiais, com o seu segundo filme sendo uma das maiores bilheterias da história, arrecadando mais de um bilhão de dólares.
Um outro grande clássico da produtora é o O Estranho mundo de Jack, do celebrado diretor Tim Burton. Essa que talvez seja a magnum opus do diretor incorpora de certa forma a questão do "mundo fantástico" com um teor mais maduro, até 2006 sendo substituído pela Disney. Um filme que fez sucesso, foi o longa A Última Música (2010) baseado no romance de Nicholas Sparks e dirigido por Julie Anne Robinson que comoveu muitas pessoas, mas não pôde ser lançado pela Disney por causa da censura que incluiu o consumo de drogas.
As super-produções Touchstone Pictures, atualmente, são sempre bem caras. Seus filmes são sempre voltados à ficção-científica, fantasia, aventura, suspense, romance, ação e até mesmo comédia.